# Castelo de Eslida
O Castelo de Eslida localiza-se no município de Eslida, na província de Castellón, na comunidade autónoma da Comunidade Valenciana, na Espanha.

## História
Erguido no alto de um monte, em posição dominante ao sul da povoação, trata-se de uma fortificação cristã.
Actualmente encontra-se em ruínas.

## Características
O castelo apresenta planta com formato poligonal irregular, em alvenaria de pedra argamassada. Conservam-se alguns troços das muralhas e os restos de algumas torres, destacando-se a torre de menagem, de planta triangular, com duas torres de planta circular adossadas em seus ângulos lateriais.